# Древо Жизни (программа)
Дре́во Жи́зни (англ. Agelong Tree) — коммерческая российская программа для работы с генеалогической информацией. Разработчик — Genery Software. Первая версия была выпущена в 2002 году. Работает в среде операционных систем Windows и macOS.

## Описание
Программа позволяет заносить, редактировать, хранить и визуализировать генеалогические данные. По внесённым данным может быть автоматически построено настраиваемое генеалогическое древо родственников любой персоны, причём как только прямых предков и потомков, так и всех кровных родственников персоны. Программа также позволяет хранить мультимедийные данные (документы) с привязкой к персоналиям. Поддерживается разделение и объединение баз данных, сортировка, фильтрация, получение статистики по введённым данным, печать генеалогического древа, создание родословной росписи и импорт/экспорт данных в формате GEDCOM.
Программа поддерживает русский, украинский, азербайджанский, армянский, башкирский, белорусский, грузинский, английский и другие языки.
Кроме самой программы на сайте разработчика доступна бесплатная утилита «Древо. Даты» для напоминания о датах, работающая с базой Древа Жизни.
Программа платная, незарегистрированная версия позволяет без ограничений работать с базой данных в 40 персон, а также просматривать и распечатывать данные из баз данных любого размера.

## Версия 4
С 2008 по 2015 год разрабатывалась 4-я версия программы, отличающаяся расширенными возможностями по работе с базой данных и построения генеалогических древ. По мере разработки выкладывались новые тестовые версии, содержавшие реализованную на данный момент функциональность, то есть имевшие ограниченные возможности. Тестирование производилось пользователями программы.
26 ноября 2010 года была выпущена первая бета-версия новой версии программы.
Основные отличия новой версии от рабочей:
- расширенные возможности работы с географическими объектами («местами»);
- более гибкая система настройки визуализации генеалогических деревьев;
- возможность построения дерева не только кровных, но и всех родственников.

### Сравнение редакций
Сайт производителя указывает на следующие различия в редакциях программы:
|                                                                   | Бесплатная  | Базовая         | Расширенная     |
| ----------------------------------------------------------------- | ----------- | --------------- | --------------- |
| Количество персон в одном файле данных                            | Не более 40 | Без ограничений | Без ограничений |
| Построение дерева                                                 | есть        | есть            | есть            |
| Печать дерева                                                     | есть        | есть            | есть            |
| Создание дополнительных полей данных                              | есть        | есть            | есть            |
| Поиск данных                                                      | есть        | есть            | есть            |
| Фильтрация данных                                                 | есть        | есть            | есть            |
| Сохранение дерева в векторном формате SVG                         | нет         | нет             | есть            |
| Построение родословной росписи                                    | нет         | нет             | есть            |
| Экспорт данных в XML                                              | нет         | нет             | есть            |
| Сохранение расположения узлов в XML при сохранении дерева         | нет         | нет             | есть            |
| Добавление данных из другого файла данных                         | нет         | нет             | есть            |
| Сохранение данных с учётом активных фильтров в другой файл данных | нет         | нет             | есть            |
| Печать и экспорт таблиц данных                                    | нет         | нет             | есть            |
| Сворачивание ветвей дерева                                        | нет         | нет             | есть            |

В расширенной редакции доступен ряд дополнительных функций, эти функции доступны для ознакомления в течение первых 15 дней использования бесплатной редакции.

## Версия 5
В 2016 году вышла версия 5. В ней появились новые вкладки-таблицы: источники, роды и заметки, поколения располагаются не только сверху вниз и снизу вверх, но и по горизонтали: предки могут располагаться слева или справа. При загрузке суперкомпактного стиля дерево располагается слева направо, это уменьшает ширину изображения дерева. Изменился движок базы данных, сейчас используется SQLlite, добавилось кэширование данных, благодаря чему возросла скорость работы программы.
Без приобретения лицензии в программе работают все функции, но нельзя ввести более 40 персон, а при импорте/открытии файла, содержащего более 40 персон, программа работает в режиме «Только чтение», то есть не позволяет редактировать данные, оставляя весь остальной функционал действующим.
Виды лицензий:
1. Стандартная для Windows/Mac на один компьютер для некоммерческого использования,
2. Переносная для Windows для одного переносного диска/флешки — флешка или переносной диск с программой подключаются к любому компьютеру с Windows и позволяют работать в программе без ограничений.
3. Коммерческая лицензия для Windows/Mac на один компьютер для коммерческого использования программы.

## Версия 6
В 2025 году вышла версия 6. В ней появилась поддержка ОС Linux, macOS ARM, а так же автоматизированная установка обновлений. Добавлена карта мира для работы с географией событий, для которых теперь можно указать координаты. В окне просмотра персоны добавлена «Карта событий». Переработано отображение древа: на линиях, соединяющих супругов, указывается дата свадьбы; длинные горизонтальные линии можно заменить на стрелку с числом; добавлено несколько вариантов оформления рамок узлов дерева. Изменились настройки при сохранении древа в pdf, jpeg, png. В древе стала доступна опция отображения названий не одной степени родства, а всех имеющихся, если есть браки между кровными родственниками. Введена возможность свернуть каждую ветвь по-отдельности (в версии 5 можно было свернуть только всех потомков или всех предков персоны). Отчёт «Проверка данных» теперь дополнительно сигнализирует о неправильном порядке событий в жизни персоны и о слишком малом сроке между рождением детей у женщины. Персону можно указывать на групповых фотографиях.

## Награды
Программа два раза участвовала в конкурсе «Софт года» проводимым Софт@Mail.Ru. В 2007 году заняла 3 место в номинации «Поддержка», 6 места в номинациях «Интерфейс» и «Справка», 7 места в номинациях «Дизайн», «Функциональность», «Технологии», 8 место в номинации «Веб-сайт» (всего участвовало 318 программ). В 2009 году заняла 2 место в номинации «Дом и семья» и попала в «топ 10» финалистов с седьмым местом (из 70 финалистов).
По результатам исследования "Рынок генеалогии в России" за 2019 год (проводится генеалогическим порталом VGD.ru) Древо Жизни является самой используемой среди программ для составления генеалогического древа: https://vgd.ru/research/ Архивная копия от 4 февраля 2020 на Wayback Machine